# لودویگ شوستر
لودویگ شوستر (انگلیسی: Ludwig Schuster؛ زادهٔ ۳۰ مارس ۱۹۵۱) بازیکن فوتبال اهل آلمان است.
از باشگاه‌هایی که در آن بازی کرده‌است می‌توان به باشگاه فوتبال بایرن مونیخ، باشگاه فوتبال اس‌سی فورتونا کلن، باشگاه فوتبال زاربروکن، و باشگاه فوتبال نورنبرگ اشاره کرد.
وی همچنین در تیم ملی فوتبال جوانان آلمان بازی کرده‌است.